# 国鉄シキ280形貨車
国鉄シキ280形貨車（こくてつシキ280がたかしゃ）は、1958年（昭和33年）1月23日に日本車輌製造支店で1両のみが製造された、日本国有鉄道および日本貨物鉄道に車籍を有した130 トン積み吊り掛け式大物車である。1960年（昭和35年）に追加の梁が製作されて、この梁を用いると165 トン積み吊り掛け式大物車となった。

## 概要
シキ280形は変圧器のような特大貨物を輸送するために製造された貨車である。シキ160形の増備車として製作したもので、搭載方法は同じく吊掛式（シュナーベル式）である。走行性に難のある多軸台車を使用した走り装置をやめて、2軸の日車NC-3形ボギー台車を2つ備えた台車上枠を2つ備えた枕枠になった。つまり、全部で8つの台車を備えた16軸車である。貨物を搭載しない状態では、車体長25,796 mm（改造後25,876mm）であった。荷受梁はトラス構造で鋲接と溶接を併用して組み立てられている。空気ブレーキは手動で積空変更を行う仕組みのKD203形であった。
初めての輸送についた帰りに、1958年（昭和33年）3月18日に東海道本線の蒲郡 - 幸田間で脱線事故を起こした。試験の結果、吊り掛け式大物車では急ブレーキを掛けると衝撃が100 トンにも達して心皿が脱落する可能性があることが判明し、最高速度を積車・空車ともに35 km/hに制限する対策を応急に採った。これでは実用的な運用が困難であるため、本格的な対策として心皿の改造と死重の搭載が行われた。同様の対策は同じ時期に吊り掛け式大物車全般に対して行われた。このときの死重搭載により、荷重は125 トン積みに変更された。
1960年（昭和35年）7月13日に、同じく日本車輌製造支店で新しい荷受梁を製作して、165 トン積み吊り掛け式としても使えるようになった。このときに、新しく製作した165 トン積みの梁をシキ280B1、元からの135 トン（改造後125 トン）積みの梁をシキ280B2と、製造順と逆順の番号が振られている。空車時の車体長は26,000 mmである。荷受梁はやはりトラス構造となっている。
富士電機所有の私有貨車であった。製造当初は安善駅常備で、富士電機製造川崎工場で製造された変圧器を各地へ輸送していたが、1962年（昭和37年）の千葉工場の開設と1963年（昭和38年）の京葉臨海鉄道の開業を受けて京葉市原駅常備に変更され、千葉工場からの出荷を担当するようになった。2001年（平成13年）に日本AEパワーシステムズの発足に伴って同社の所有となった。2005年（平成17年）に全検切れとなり除籍された後も、試験用という形で工場内で保管されている。2012年（平成24年）8月18日、千葉貨物駅までシキ600と共に回送され、翌8月19日には千葉貨物駅で行われた京葉臨海鉄道50周年記念イベントで展示公開された。イベント終了後は、当日中に2両とも返却された。